# Ифукубэ, Акира
Акира Ифукубэ (яп. 伊福部 昭) (31 мая 1914, Кусиро, Хоккайдо, Япония — 8 февраля 2006[…], Мэгуро, Токио, Япония) — японский композитор классической музыки и музыки к фильмам, более всего известен как автор саундтреков к фильмам о Годзилле и других кайдзю кинокомпании Toho.

## Биография
Родился 31 мая 1914 года в Кусиро на японском острове Хоккайдо, третий сын синтоистского священника. Большая часть детства прошла в местах со смешанным проживанием японцев и айнов, его отец общался с айну, что было необычно для того времени. На Ифукубэ оказало большое влияние традиционная музыка обоих этих народов. Обучался игре на скрипке и сямисэн. Его знакомство с классической музыкой произошло во время посещения средней школы в столице Хоккайдо, Саппоро. Легенда гласит, что Ифукубэ решил стать композитором в возрасте 14 лет, после того как услышал по радио исполнение балета Игоря Стравинского «Весна Священная». Он также упоминал музыку Мануэля де Фалья как оказавшую на него серьёзное влияние.
Ифукубэ обучался лесоводству в университете Хоккайдо и в свободное время сочинял музыку, так же как ряд других японских композиторов-самоучек, таких как Тору Такемицу и Такаси Ёсимацу. Его первой пьесой было соло для фортепиано, Piano Suite (позже название было изменено на Japan Suite для версии в аранжировке для оркестра). Она была посвящена пианисту Джорджу Коупленду, который в то время жил в Испании. Ацуси Миура, музыковед и друг Ифукубэ по университету, отправил фанатское письмо Коупленду, на которое Коупленд ответил: «Это замечательно, что вы слушаете мой альбом, несмотря на то, что живете в Японии, на противоположной стороне земли. Я предполагаю, что вы, может быть, сочиняете музыку. Отправьте мне пару своих фортепианных пьес». Тогда Миура, который не был композитором, представил ему Ифукубэ и его пьесу. Коупленд обещал интерпретировать её, но переписка, к сожалению, была прекращена из-за гражданской войны в Испании. Большой прорыв в жизни Ифукубэ произошел в 1935 году, когда его первое оркестровое произведение, Japanese Rhapsody, заняло первое место в международном конкурсе молодых композиторов при поддержке Александра Черепнина. Судьи конкурса — Альбер Руссель, Жак Ибер, Артюр Онеггер, Александр Тансман, Тибор Харшаньи, Пьер-Октав Ферру и Анри Жиль-Марше — были единодушны в своем выборе Ифукубэ победителем. В следующем году, когда Черепнин был с визитом в Японии, Ифукубэ изучил теорию современной западной композиции, и в 1938 году его Piano Suite заслужила почетное упоминание на фестивале ICSM в Венеции. В конце 1930-х годов его музыка, особенно Японская Рапсодия, несколько раз исполнялась в Европе.
По окончании университета он работал в области лесоводства и занимался переработкой пиломатериалов. К концу Второй Мировой войны японская Императорская армия определила его на работу по исследованию упругости и вибрационной прочности древесины. Ифукубэ пострадал от радиационного воздействия после проведения рентгеновского обследования без защиты, следствие дефицита свинца в военное время. Из-за этого ему пришлось отказаться от лесоводческой работы и стать профессиональным композитором и педагогом. После облучения Ифукубэ провел некоторое время в больнице, и однажды был поражен, когда услышал, что один из его собственных маршей проигрывают по радио по прибытии генерала Дугласа Макартура для оформления капитуляции Японии.
В период с 1946 по 1953 гг. он преподавал в Токийском университете искусств, в течение которого сочинил свой первый саундтрек к фильму The End of the Silver Mountains (1947). В течение последующих пятидесяти лет он создает более 250 саундтреков, кульминацией которых в 1954 году стала музыка для фильма Исиро Хонда Годзилла компании Toho. Кроме саундтрека Ифукубэ создал фирменный рев Годзиллы, который производился трением кожаной перчатки с резиновым покрытием по ослабленным струнам контрабаса, и звук его шагов, который создавался ударами по коробке усилителя.
Несмотря на финансовый успех в качестве композитора музыки к фильмам, наиболее любимой у Ифукубэ всегда оставалась обычная классическая работа композитора. Его сочинения в двух жанрах взаимообогащали друг друга. Так например, он переработал свою музыку 1953 года к балету Shaka, о том, как молодой Сиддхартха Гаутама в конце концов стал Буддой, для фильма Кэндзи Мисуми 1961 года Будда. Затем в 1988 году он переделал саундтрек к фильму в симфоническую оду из 3-х частей Gotama the Buddha. Тем временем он вернулся к преподавательской деятельности в Токийском музыкальном колледже, в следующем году стал президентом колледжа, а в 1987 году ушел в отставку и стал главой отдела этномузыкологии в колледже. Ифукубэ обучал молодое поколение композиторов, таких как Тосиро Маюдзуми, Ясуси Акутагава, Каору Вада, Иссимал Мотодзи, Тадаси Ямаути и Имаи Сатоси. Опубликовал 1000-страничную книгу по теории музыки Orchestration.
Умер 8 февраля 2006 года в возрасте 91 года в Токио в госпитале Мегуро-ку от полиорганной недостаточности.

## Награды
В 1980 году Акира Ифукубэ был награждён японской медалью Почета с пурпурной лентой; в 1987 — Орденом Священного сокровища 3 класса; в 2003 году — Орденом Культуры.

### Кинематографические награды и номинации
| Список наград и номинаций | Список наград и номинаций | Список наград и номинаций | Список наград и номинаций                | Список наград и номинаций | Список наград и номинаций |
| Кинопремия                | Год                       | Категория                 | Номинант(ы)                              | Результат                 |                           |
| ------------------------- | ------------------------- | ------------------------- | ---------------------------------------- | ------------------------- | ------------------------- |
| Премия «Майнити»          | 1957                      | Лучшая музыка к фильму    | Мрак посреди дня, Бирманская арфа, Onibi | Победа                    |                           |
| Премия Японской академии  | 1979                      | Лучшая музыка к фильму    | Госпожа Огин                             | Номинация                 |                           |
| Премия Японской академии  | 1993                      | Лучшая музыка к фильму    | Годзилла против Мотры                    | Номинация                 |                           |
| Премия Японской академии  | 2007                      | Премия за жизненный вклад | Премия за жизненный вклад                | Победа                    |                           |

## Музыка к кинофильмам
- 1947: По ту сторону серебряного хребта / Ginrei no hate
- 1948: Женщина в области тайфуна / Taifuken no onna
- 1949: Тихий поединок / Shizukanaru kettô
- 1949: Дзякоман и Тэцу / Jakoman to Tetsu
- 1950: Прислушайтесь к голосам моря / Kike wadatsumi no koe: Nippon senbotsu gakusei shuki
- 1950: Отверженные: Боги и демоны / Re mizeraburu: kami to akuma
- 1951: Туда, где любовь и ненависть / Ai to nikushimi no kanata e
- 1951: Одежда лжи / Itsuwareru seiso
- 1951: Школа свободы / Jiyû gakkô
- 1951: Повесть о Гэндзи / Genji monogatari
- 1952: Лавина / Nadare
- 1952: Дети Хиросимы / Genbaku no ko
- 1952: Насилие / Boryoku
- 1952: Быстрое течение / Gekiryu
- 1952: Лицо без гражданства / Mukokuseki-sha
- 1953: Миниатюра / Shukuzu
- 1953: Сага о Анатаана / Anatahan
- 1953: Краболов / Kanikôsen
- 1953: Хиросима / Hiroshima
- 1953: Перед рассветом / Yoake mae
- 1953: Жизнь женщины / Onna no issho
- 1954: История Сюнкин / Shunkin monogatari
- 1954: Канава / Dobu
- 1954: Годзилла / Gojira
- 1954: Мыс Асидзури / Ashizuri misaki
- 1955: Женщина с Гиндза / Ginza no onna
- 1955: Волки / Ôkami
- 1955: Красавица и дракон / Bijo to kairyu
- 1956: Бирманская арфа / Biruma no tategoto
- 1956: Разрядник дзюдо / Kuro-obi sangokushi
- 1956: Мрак среди дня / Mahiru no ankoku
- 1956: Годзилла, король монстров! / Godzilla, King of the Monsters!
- 1956: Звуки в тумане / Kiri no oto
- 1956: Радон / Sora no daikaijû Radon
- 1957: Осакская история / Ôsaka monogatari
- 1957: Повесть о клане Ягю: Искусство ниндзя / Yagyû bugeichô
- 1957: Негодяи из порта / Umi no yarodomo
- 1957: Грохот самолётов и земля / Bakuon to daichi
- 1957: Окраина / Shitamachi
- 1957: На этой земле / Chijo
- 1957: Мистериане / Chikyû Bôeigun
- 1958: Ниндзюцу. Секретные свиты клана Ягю 2 / Yagyu bugeicho — Ninjitsu
- 1958: Только у женщин бывают печали / Kanashimi wa onna dakeni
- 1958: Обрыв / Hyoheki
- 1958: Ночной барабан / Yoru no tsuzumi
- 1958: Великий монстр Варан / Daikaijû Baran
- 1959: Босс города гангстеров / Ankokugai no kaoyaku
- 1959: Свист над селом Котани / Kotan no kuchibue
- 1959: Самурайская сага / Aru kengo no shogai
- 1959: Рождение Японии / Nippon tanjô
- 1959: Битва в космосе / Uchû daisensô
- 1961: Повесть о замке в Осаке / Ôsaka-jô monogatari
- 1961: Миямото Мусаси / Miyamoto Musashi
- 1961: Дурная слава / Akumyô
- 1961: Заговорщик / Hangyakuji
- 1962: Повесть о Затоичи / Zatôichi monogatari
- 1962: Кровельщик и дети / Chiisakobe
- 1962: Бог китов / Kujira gami
- 1962: Кинг-Конг против Годзиллы / Kingu Kongu tai Gojira
- 1962: Великая стена / Shin shikôtei
- 1962: 47 ронинов / Chûshingura
- 1962: Игрок / Ôsho
- 1963: Повесть о Затоичи 3 / Shin Zatôichi monogatari
- 1963: Принц Кусинагу охотится на Большого Змея / Wanpaku ôji no orochi taiji
- 1963: Затоичи в изгнании / Zatôichi kyôjô-tabi
- 1963: Затоичи в пути / Zatôichi kenka-tabi
- 1963: 13 убийц / Jûsan-nin no shikaku
- 1963: Атрагон: Летающая суперсубмарина / Kaitei gunkan
- 1964: Вихрь / Shikonmado — Dai tatsumaki
- 1964: Инцидент в банке Тейгин: Смертник / Teigin jiken: Shikeishû
- 1964: Годзилла против Мотры / Mosura tai Gojira
- 1964: Ниндзя 4 / Shinobi no mono: Kirigakure Saizo
- 1964: Космический монстр Догора / Uchû daikaijû Dogora
- 1964: Последняя женщина Шана / Da ji
- 1964: Сражайся, Затоичи / Zatôichi kesshô-tabi
- 1964: Гидора, трёхголовый монстр / San daikaijû: Chikyû saidai no kessen
- 1965: Князь Токугава Иэясу / Tokugawa Ieyasu
- 1965: Месть Затоичи / Zatôichi nidan-kiri
- 1965: Франкенштейн против Барагона / Furankenshutain tai chitei kaijû Baragon
- 1965: Годзилла против Монстра Зеро / Kaijû daisensô
- 1965: Затоичи и шахматный мастер / Zatoichi Jigoku tabi
- 1965: Японский архипелаг / Nihon retto
- 1966: Немури Кеоширо 7: Принцесса в маске / Nemuri Kyoshiro 7: Tajo-ken
- 1966: Мадзини — каменный самурай / Daimajin
- 1966: Приключения в замке Киган / Kiganjô no bôken
- 1966: Месть Затоичи / Zatoichi no u
- 1966: Большое убийство предателя / Daisatsujin orochi
- 1966: Чудовища Франкенштейна: Санда против Гайры / Furankenshutain no kaijû: Sanda tai Gaira
- 1966: Возвращение Мадзини / Daimajin ikaru
- 1966: Нимуро Кийоширо 8: меч, который спас Эдо / Nemuri Kyoshiro 8: Burai-ken
- 1966: Мадзини атакует снова / Daimajin gyakushû
- 1967: Побег Кинг-Конга / Kingu Kongu no gyakushû
- 1967: Одиннадцать самураев / Ju-ichinin no samurai
- 1967: Огонь в глазах самурая / Zatôichi chikemuri kaidô
- 1968: Легенда о снежной женщине / Kaidan yukijorô
- 1968: Годзилла: Парад монстров / Kaiju soshingeki
- 1969: Жилье демонов Они / Oni no sumu yakata
- 1969: Нулевая широта / Ido zero daisakusen
- 1970: Битва самураев / Zatôichi to Yôjinbô
- 1970: Йог: Монстр из космоса / Gezora, Ganime, Kameba: Kessen! Nankai no daikaijû
- 1972: Годзилла против Гайгана / Chikyū Kōgeki Meirei: Gojira tai Gaigan
- 1973: Заговор Затоичи / Shin Zatôichi monogatari: Kasama no chimatsuri
- 1973: Революция человека / Ningen kakumei
- 1974: Наблюдая эпоху заходящего солнца / Okami yo rakujitsu o kire
- 1974: Публичный дом № 8 / Sandakan hachibanshokan bohkyo
- 1975: Террор Мехагодзиллы / Mekagojira no gyakushu
- 1977: Годзилла / Godzilla
- 1978: Госпожа Огино / Ogin-sama
- 1991: Годзилла против Кинга Гидоры / Gojira vs. Kingu Gidorâ
- 1992: Годзилла против Мотры: Битва за Землю / Gojira vs. Mosura
- 1993: Годзилла против Мехагодзиллы 2 / Gojira VS Mekagojira
- 1995: Годзилла против Разрушителя / Gojira vs. Desutoroiâ
- 1997: Остров Годзиллы / Godzilla Island (т/с)